# Радослав Първанов
Радослав Първанов е професионален български фотограф, автор и съавтор на редица проекти свързани с България. Участник в проекта Медия за градска култура „Елате в Габрово“.
Автор в медиите „ГабровоDaily“, Култура OnAir и други., 
Снимките на Радослав Първанов са публикувани в издания като National Geographic и Economist, редица уеб-сайтове, печатни издания, телевизии и други.
Официален фотограф на различни мероприятия като в Етър (музей) Габрово, отразявал е Обиколка на България, Международната колоездачна обиколка на Турция през 2011, 2012 и 2013 година. Там печели конкурс със своя снимка от финала.

## Биография
Първанов е роден на 31 август 1993 г. Габрово. Завършва Професионална техническа гимназия „Д-р Никола Василиади в Габрово. Печели първа награда от Национален ученически конкурс провел се във Варна на тема „Енергия на бъдещето“.
По-късно завършва Технически университет - Габрово с профил Електроенергетика и електрообзавеждане. След като започва обучението си в Университета Първанов става фотограф към Университетския Известник.
В продължение на три години активно участва в културния живот на родния си град Габрово, като присъства и отразява повече от 500 събития за този период.
През 2013 завършва Фотография в Германия като придобива квалификацията на професионален фотограф.
Първата негова изложба е посветена на едно голямо събитие състояло се през далечната 1991 година – голямото наводнение в Габрово. Изложбата му наречена „20 години от голямата стихия“ включва 190 авторски фотографии на фотографа Кирил Георгиев. Радослав организира откриване с дискусия по темата, като в събитието се включват около 100 гости. Куратора излага свои фотографии на култови обекти засегнати по време на природната стихия, съставя видео презентация с архивни кадри и разговаря с директори на културни институции, бивши градоначалници, полковници от Гражданска защита, експерти и др. Изложбата е видяна от над 500 души жители и гости на Габрово.
Той участва в редица, научни, спортни, културни и исторически проекти. Помага на фотографа Никола Михов за книгата и едноименна изложба „Forget your past“.
Работи по проекти за регионални страници и мероприятия с фотографите Никола Михов, Андрей Андреев, Николай Милков, Пенчо Илиев, Бончук Андонов и др.
Работи с българския художник Теофан Сокеров за заснемане на негов стенопис намиращ се в Априловска гимназия в Габрово.
Работи и си партнира с младия автор Момчил Цонев по проекта му – историческата поредица „Габрово едно време“.
Радослав Първанов живее в родния си град Габрово.

## Изложби и участия
- І награда в конкурс „Финална снимка“ 47. Президентска колоездачна обиколка на Турция 2011 година[7]
- I награда в научна конференция „Енергия на бъдещето“ гр. Варна 2012 година[8]
- І награда в конкурс за презентация на тема „Моето училище“ – в Професионална техническа гимназия „Д-р Никола Василиади“ 2010 година
- ІІІ награда в конкурс „Аз и Чарли в Габрово“ на Музей Дом на хумора и сатирата[9]
- През месец май 2012 година е награден от Кмета на Община Габрово г-жа Таня Христова с отличие вписано в почетната книга на заслужилите габровци „Дарования и постижения“[10]
- І награда фотоконкурс „Панооорама“ Варна
- Участие в изложба „Бузлуджа – машина на времето“ Автор: Арх. Дора Иванова[11][12]
- Участие в изложба „България през твоите очи“ на National Geographic[13]
- Участие в изложба „Чешмите на България“ на „Аз обичам водата“ и „Българска Асоциация по Водите“
- Участие в изложба по случай 35 години от началото на археологическите проучвания в Ранновизантийска и средновековна крепост Хоталич.
- Участие в изложба в НДК „Бузлуджа – паметта на времето“
- I самостоятелна изложба „Габрово – от сериозното до смешното“ открита на 13 септември 2016 година в Художествена галерия – Русе. [14]
- II самостоятелна изложба „Приеми ме на село 2016“ открита на 27 октомври 2016 година в Зала „Възраждане“ – Габрово.

През 2016 година Радослав Първанов работи върху своя проект „Аз съм Българка!“ разкриващ красотата на България и българките в народни носии. Първанов обикаля България и заснема красиви млади българки на места с културно и историческо значение.
През юли 2016 Нова Телевизия излъчва репортаж за младия фотограф по време на негови снимки в лавандуловите полета на Казанлък, също и при Паметник на свободата на Връх Шипка.
- III самостоятелна изложба „Аз съм Българка!“ Представянето – Град София, Ресторант „МоМа“, открита на 13 май 2017 година.[17]

- IV самостоятелна изложба „Аз съм Българка!“ – Народно събрание на Република България, открита на 5 юли 2017 година. По случай 140 години от Освобождението на град Габрово и 140 години от Шипченската епопея.[18]

- V самостоятелна изложба Национален проект „Аз съм Българка!“ – ДКИЦ КЦ „Двореца“ Балчик, открита на 31 август 2017 година.[19]

- VI самостоятелна изложба Национален проект „Аз съм Българка!“ – „Жив музей“ град Копривщица, по случай Деня на независимостта на Република България, открита на 22 септември 2017 година.[20]

- VII самостоятелна изложба Национален проект „Аз съм Българка!“ – Тера Мол Габрово, по случай 8-и рожден ден на търговския център, открита на 26 ноември 2017 година.[21]

- VIII самостоятелна изложба Национален проект „Аз съм Българка!“ – Музей „Старото школо“ град Трявна, по случай 190 години от рождението на Петко Славейков, открита на 2 декември 2017 година.[22]